# Grace Bates
Pour les articles homonymes, voir Bates.
Grace Elizabeth Bates (13 août 1914 – 19 novembre 1996) est une mathématicienne américaine et l'une des rares femmes des États-Unis à obtenir un doctorat en mathématiques dans les années 1940. Elle est devenue professeure émérite au Mount Holyoke College. Outre l'enseignement, elle a écrit des articles sur l'algèbre et la théorie des probabilités et deux livres: The Real Number System et Modern Algebra, Second Course. Tout au long de sa propre éducation, Grace Bates a surmonté des obstacles à sa quête de la connaissance, et ouvert la voie à de futures femmes apprenants.

## Enfance et éducation
Elle est née le 13 août 1914. Intéressée par les mathématiques à partir d'un très jeune âge, Grace a été encouragée à poursuivre cet intérêt en l'intégrant dans ses activités de jeu, en jouant souvent à des jeux de maths sur les genoux de son grand-père. Grace a gardé une relation étroite avec son frère, renforcée par la mort prématurée de leur mère. Après avoir terminé l'école secondaire, son frère a utilisé son salaire pour l'aider à poursuivre ses études à l'école secondaire et au collège.
Bates a affronté des obstacles dans sa quête de l'éducation. Elle a étudié au Séminaire Cazenovia de l'école secondaire et a décrit l'expérience de se voir refuser le droit de poursuivre les études de son choix :

« I pulled the strings to—I was taking the usual elementary algebra and then geometry, and I wanted to go on in my senior year with intermediate algebra, and they said there that I’d have to take a history course.  And I squawked and I wrote my dad, and he got the commissioner [of education] to write and say that [if] some young person what was really interested in mathematics, [then] they could take history...another year, but don’t try to deter [them from taking mathematics].  So I got to take mathematics! »

— Grace Bates, 
Ces mêmes obstacles ont perduré lors de ses études universitaires. Pour son baccalauréat, elle a étudié au Middlebury College, qui pratiquait la séparation filles/garçons. Encore une fois, elle a dû se battre pour être autorisée à suivre des cours de mathématiques de plus haut niveau. Sa demande a été acceptée et elle est devenue la seule femme inscrite à l'étude des équations différentielles dans son année senior. Après avoir obtenu son diplôme du Middlebury College, en 1935, elle a choisi de poursuivre sa scolarité, avec l'obtention de son diplôme de maîtrise de l'Université Brown en 1938.

## Vie professionnelle et formation continue
Après avoir longtemps aspiré à être enseignante, Grace Bates a commencé à enseigner les mathématiques et l'anglais à l'école primaire et secondaire. L'idée d'enseigner au niveau collégial l'a motivée à continuer ses études. Tout en préparant son doctorat, Bates a découvert son amour pour la recherche. Pour sa thèse, elle a travaillé avec Reinhold Baer et a relevé ses nombreux défis. Selon ses mots,

« [T]he one thing about getting a doctorate I had dreaded was this original thesis you were supposed to write ... I didn’t think I could do it, and I [thought] it would be all drudgery.  Well, it wasn’t that way at all with Baer ... I have it [the dissertation] here — it’s on free loops and nets.  He gave me the definition of a loop, of which I’d never heard before, and [the] idea of using a graphic approach to some of the theory he had [believed] ought to be true, and said, “Oh, go ahead now, let’s see what you can do.”  And I’d fumble around, and I didn’t think I had much.  I’d go into the study room we graduate students had, and he’d be in the very next day to see.  And he’d say, “Miss Beets!”  He never did get my name right.  And...after I’d give him something that I’d done... he’d say, “Well, this is all wrong.  This theorem is all wrong.  I don’t think it’s true.” ... I thought, “I’m going to stay up all night till I find a counterexample!”  And I really worked like a dog, and I got into my study place there the next day, and sure enough he came in and said, “Ah, Miss Beets, I found a counterexample!” And I said, “So did I!”  And that was the first [time], really, that I began to have confidence in myself. »

— Grace Bates, 
En 1949, Bates est diplômée de l'Université de l'Illinois à Urbana-Champaign avec un doctorat en mathématiques. Après avoir enseigné brièvement au Sweet Briar College, elle a rejoint la faculté de Mount Holyoke College , où elle a été promue pour devenir professeure puis professeure émérite. Elle a travaillé jusqu'à sa retraite en 1979. C'est en travaillant à Mont Holyoke que Bates a découvert son attrait pour la statistique. 

« It was a tradition everywhere that statistics-probability was given to the youngest person.  Nobody wanted to teach it!  And so I was given a course in probability and a course in statistics at Mount Holyoke.  And I worked like a dog.  And I found I was getting really interested in it.  My predecessor was a famous mathematician, [Antoni Zygmund,] who went to the University of Chicago from Mount Holyoke.  Well, he had taught [probability and statistics before me].  And I’d come in after him and struggled along as he did.  
But [Zygmund] came back from a social occasion [some] time later.  And I was telling him how interested I was getting in the subject, but I really needed more education in it.  And he said, “Well, I’ll write to my friend out in California, Neyman, Jerzy Neyman”—a Polish mathematician.  “I think maybe he could help you.”  And he apparently did, and I got this letter offering me an assistantship for the summer session there at the University of California at Berkeley. »

— Grace Bates, 
Grâce à l'entremise d'Antoni Zygmund, Grace Bates a passé plusieurs étés dans les années 1950 à travailler avec Jerzy Neyman à Berkeley. Ensemble, ils ont écrit un certain nombre d'articles de recherche.
Tout au long de sa vie, Grace Bates a trouvé qu'elle était destinée à l'enseignement, ce qui a suscité son amour de la recherche qui, à son tour, l'a ramenée à l'enseignement. Elle est décédée le 19 novembre 1996.

## Publications
- Contributions to the theory of accident proneness.
- Free loops and nets and their generalizations
- Optimistic model of the correlation between light and severe accidents
- Probability
- The real number system, 1960.
- True or false contagion